# Родригес, Карлос Херардо
Ка́рлос Хера́рдо Родри́гес Серра́но (исп. Carlos Gerardo Rodríguez Serrano; 16 апреля 1985, Кульякан, Мексика) — мексиканский футболист, защитник сборной Мексики.

## Клубная карьера
Родригес — воспитанник клуба «Пачука». 4 апреля 2004 года в матче против «Атласа» он дебютировал в мексиканской Примере. Первые три сезона Карлос был футболистом резерва и только в 2006 году выиграл конкуренцию за место в основе. 25 февраля 2007 года в поединке против «Эстудиантес Текос» он забил свой первый гол за «Пачуку». В составе клуба Родригес провёл более двухсот матчей, дважды став чемпионом Мексики, выиграв Южноамериканский кубок, Североамериканскую суперлигу и трижды став обладателем Кубка чемпионов КОНКАКАФ.
В 2012 году Карлос перешёл в «Толуку», к своему бывшему тренеру Гильермо Ривароле. 22 июля в матче против «Гвадалахары» он дебютировал за новую команду. 12 августа в поединке против УНАМ Пумас Родригес забил свой первый гол за «Толуку», реализовав пенальти.
В начале 2014 года Карлос перешёл в «Гвадалахару» на правах годовой аренды, как часть сделки по переходу Мигеля Понсе в «Толуку». 4 января в матче против «Сантос Лагуна» Родригес дебютировал за новую команду. 27 января в поединке против «Атланте» он забил свой первый гол за «Гвадалахару». После окончания аренды Карлос вернулся в «Толуку». 11 марта 2016 года в матче Кубка Либертадорес против эквадорского ЛДУ Кито он забил гол.
В начале 2017 года Родригес на правах аренды перешёл в «Монаркас Морелия». 13 апреля в матче против своей родной «Пачуки» он дебютировал за новую команду.

## Международная карьера
22 августа 2007 года в товарищеском матче против сборной Колумбии Родригес дебютировал за сборную Мексики.

## Достижения
Командные
 «Пачука»
- Чемпионат Мексики по футболу — Клаусура 2006
- Чемпионат Мексики по футболу — Клаусура 2007
- Обладатель Кубка чемпионов КОНКАКАФ — 2007
- Обладатель Кубка чемпионов КОНКАКАФ — 2008
- Обладатель Кубка чемпионов КОНКАКАФ — 2009/2010
- Обладатель Южноамериканского кубка — 2006
- Победитель Североамериканской суперлиги — 2007